# Gunnar Andersson i Djursholm
Carl Filip Gunnar Andersson (i riksdagen kallad Andersson i Djursholm), född 25 november 1865 i Ystad, död 5 augusti 1928 i Danderyd, var en svensk professor i ekonomisk geografi vid Handelshögskolan i Stockholm 1909–1928  och politiker (liberal).

## Biografi
Gunnar Andersson, som var son till en civilingenjör, började studera vid Lunds universitet 1884 och blev 1892 filosofie doktor i Lund på en avhandling om jämförande studier av örtstammars anatomi. Han blev docent i växtpaleontologi vid Stockholms högskola 1893, från 1899 i botanik. År 1902 blev han botanist vid Statens skogsförsöksanstallt och 1906 lektor vid Skogsinstitutet och var slutligen professor i ekonomisk geografi vid Handelshögskolan i Stockholm 1909–1928.
Han invaldes 1917 som ledamot av både Vetenskaps- och vitterhetssamhället i Göteborg och Lantbruksakademien. År 1922 blev han ledamot av Ingenjörsvetenskapsakademien. Som botanist deltog Andersson i Alfred Nathorsts expedition till Spetsbergen och Kung Karls land 1898, till Amerika 1912 och Australien och Java 1914.
Andersson anlitades i ett stort antal statliga utredningar. Han var riksdagsledamot från urtima riksmötet 1919 till 1921 i första kammaren för Helsingborgs stads valkrets och anslöt sig i riksdagen till Liberala samlingspartiet. I riksdagen engagerade han sig bland annat i olika förvaltningspolitiska frågor.
Åren 1896–1920 var han sekreterare i Svenska sällskapet för antropologi och geografi, och 1899–1928 redaktör för tidskriften Ymer och 1919–1928 för tidskriften Geografiska annaler. Andersson var även 1896–1928 styrelsemedlem i Svenska turistföreningen och 1926–1928 föreningens ordförande.
Han var bror till Selim Birger och svärson i andra giftet till bruksägaren och riksdagsledamoten Martin Nisser. Gunnar Andersson är begravd på Djursholms begravningsplats.

## Arbeten (i urval)
- Den svenska växtvärldens historia (1896)
- Studier öfver Finlands tormossar och fossila kvartärflora (1898)
- Hasseln i Sverige fordom och nu (1902)
- Den norrländska florans geografiska fördelning och invandringsvägar med särskild hänsyn till dess sydskandinaviska arter (1912) i samarbete med brodern Selim Birger Andersson
- Timmertransporten på de svenska vattendragen och dess geografiska förutsättningar (1907)
- Australien, natur och kultur (1915, 2:a upplagan 1922)
- Vårt dagliga bröd (1916, 3:e upplagan 1918)
- Kraft och kultur (1920)
- Den svenska industriens geogeografi (1926)
- Sveriges allmänna skogar (1926)